# Kiểm chuẩn (máy tính)
Trong máy tính, kiểm chuẩn (tiếng Anh: benchmark) là thao tác chạy một chương trình máy tính, nhiều chương trình một lúc, hoặc các tác vụ khác, nhằm đánh giá kết quả vận hành của một đối tượng, thường bằng cách chạy một số bài kiểm tra tiêu chuẩn và thử nghiệm giới hạn chịu đựng của nó. Thuật ngữ 'kiểm chuẩn' cũng chủ yếu sử dụng cho các mục đích của chương trình kiểm chuẩn được thiết kế công phu.
Kiểm chuẩn thường được kết hợp với việc đánh giá hiệu năng của phần cứng máy tính, ví dụ, hiệu suất hoạt động một CPU, nhưng cũng có những trường hợp kỹ thuật này được áp dụng cho phần mềm. Phần mềm kiểm chuẩn, ví dụ, chạy với trình biên dịch hoặc hệ thống quản lý cơ sở dữ liệu.
Kiểm chuẩn cung cấp một phương pháp so sánh hiệu suất của hệ thống con trên những cấu trúc chip/hệ thống khác nhau.